# Corps étranger dans l'oreille
 (décembre 2024).
 Mise en garde médicale
Un corps étranger dans l'oreille est un corps étranger situé dans le conduit auditif externe. Les symptômes peuvent varier de l'absence de symptômes à la douleur et à l'écoulement de l'oreille. L'audition peut être diminuée. Les complications peuvent inclure des saignements ou des lésions cutanées.
Les objets trouvés dans l'oreille peuvent être des poils, des cotons-tiges, du papier, du sable, des insectes et des piles bouton,. Les corps étrangers se coincent généralement au niveau du rétrécissement entre le cartilage du pavillon de l'oreille et les os du crâne. Le diagnostic se fait généralement par examen de l'oreille avec un otoscope.
Du liquide de lidocaïne réchauffé à 1 à 2 % peut être placé dans l'oreille pour aider à l’anesthésier avant de tenter de retirer le corps étranger,. La sédation procédurale peut également être utilisée pour faciliter la procédure. Plusieurs techniques peuvent être utilisées pour l'ablation elle-même, notamment l'aspiration, l'irrigation et l'utilisation de forceps,. Des gouttes auriculaires antibiotiques peuvent être utilisées en cas de signes de lésions cutanées. Les complications d'une tentative de retrait peuvent inclure une perforation du tympan.
Les corps étrangers dans l'oreille sont relativement fréquents. Ils surviennent le plus souvent chez les enfants et constituent le type de corps étranger le plus courant dans cette tranche d’âge,. Des descriptions de corps étrangers dans l'oreille se retrouvent dans la littérature antique, notamment dans les écrits d'Hippocrate vers 400 av. J.-C.